# 赫盧希夫
赫盧希夫（羅馬化：Hlukhiv，發音：[ˈɦluxiu̯] ⓘ），亦按俄語名译格卢霍夫，是乌克兰蘇梅州绍斯特卡區赫卢希夫市镇内的城市及该市镇的行政中心，2020年7月18日前为赫盧希夫區的行政中心（该市在2020年7月18日前为该州的州辖市，并不在该区的管辖范围内）。該市始建于992年，面积83.74平方公里，海拔高度166米，2022年人口数量为31,789人。
該市在歷史上經歷過多次戰爭，曾是哥薩克酋長國的首都。在二戰期間城市嚴重被毀。

## 著名人物
- 米科拉·特雷先科（1819年—1903年），烏克蘭企業家

## 图集

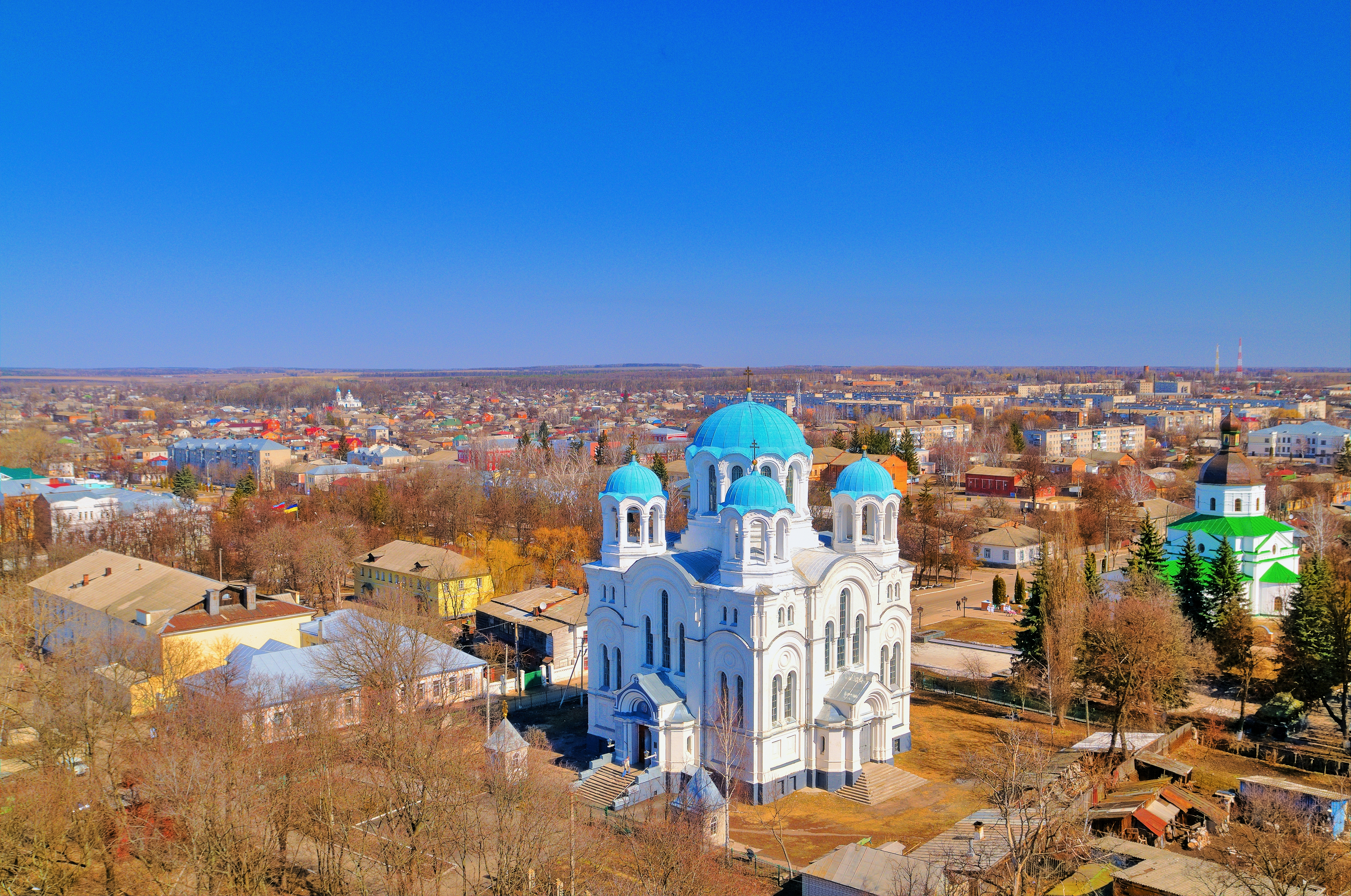
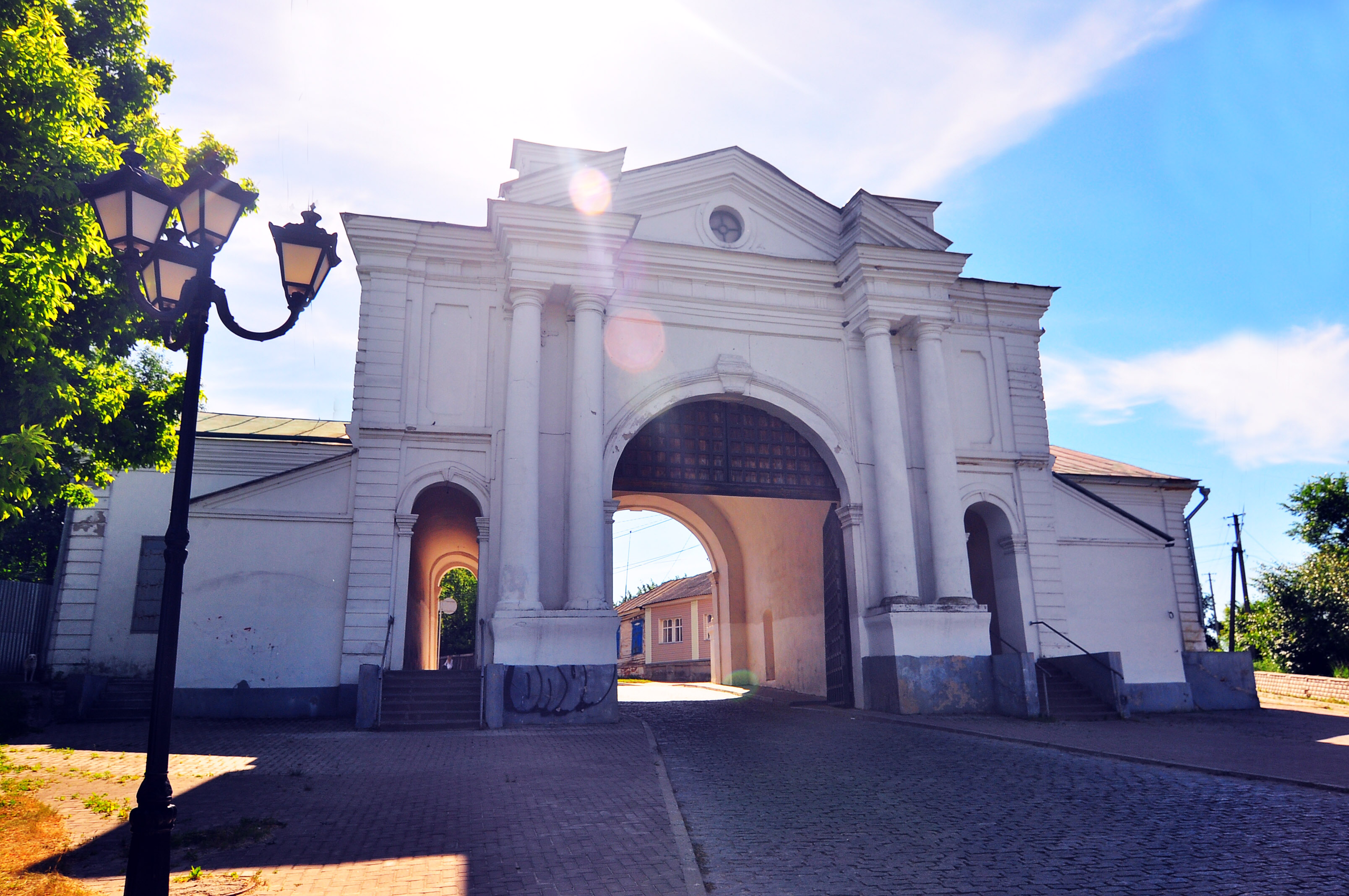
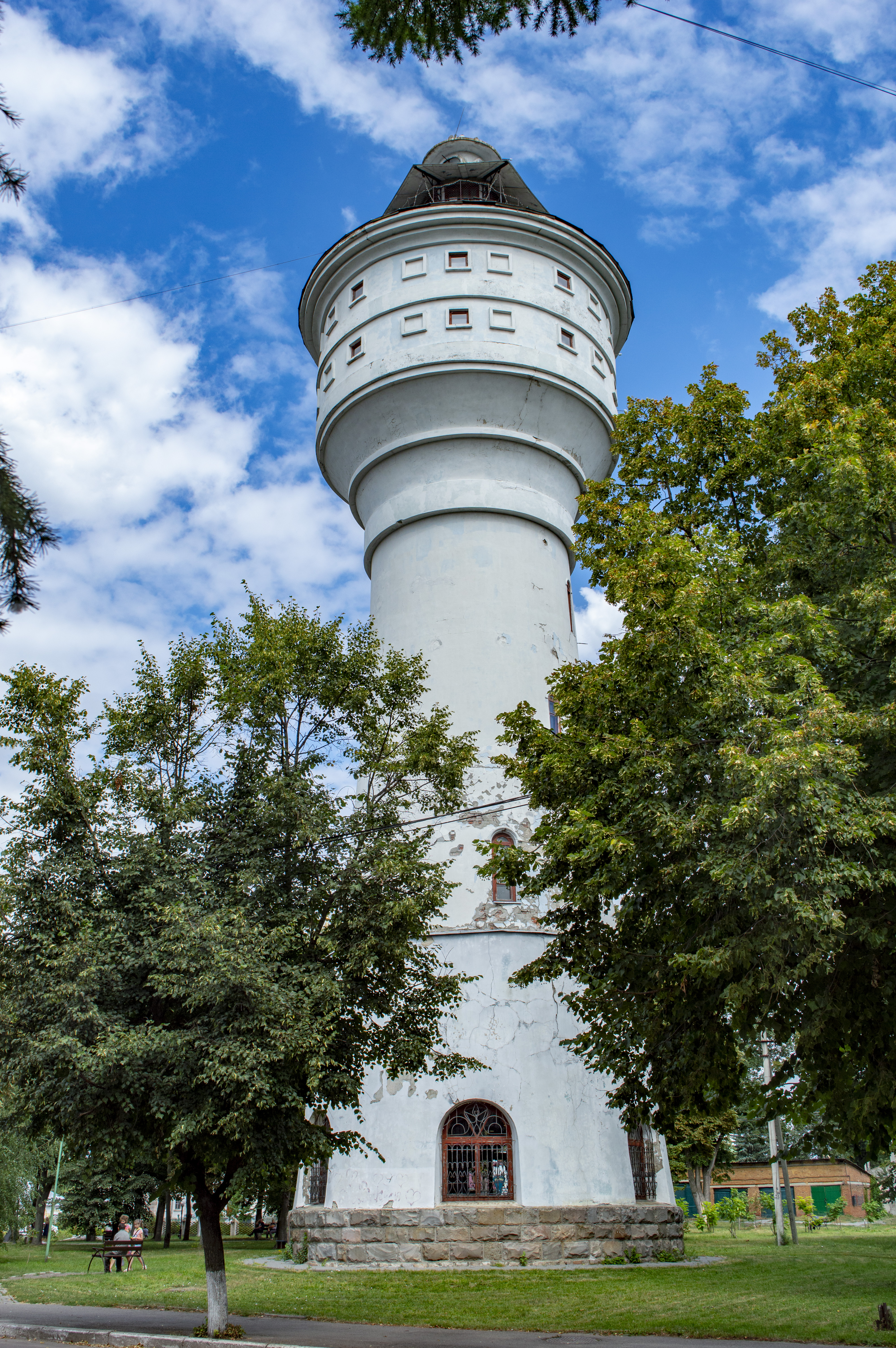
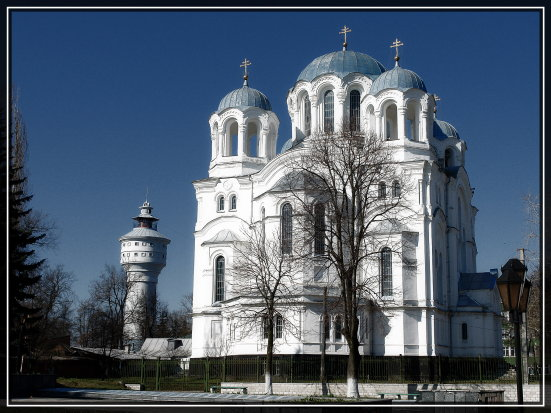
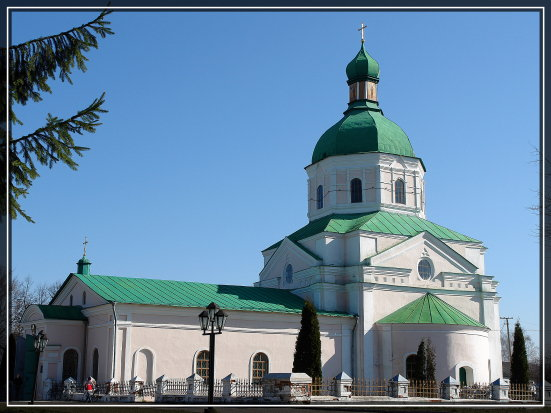
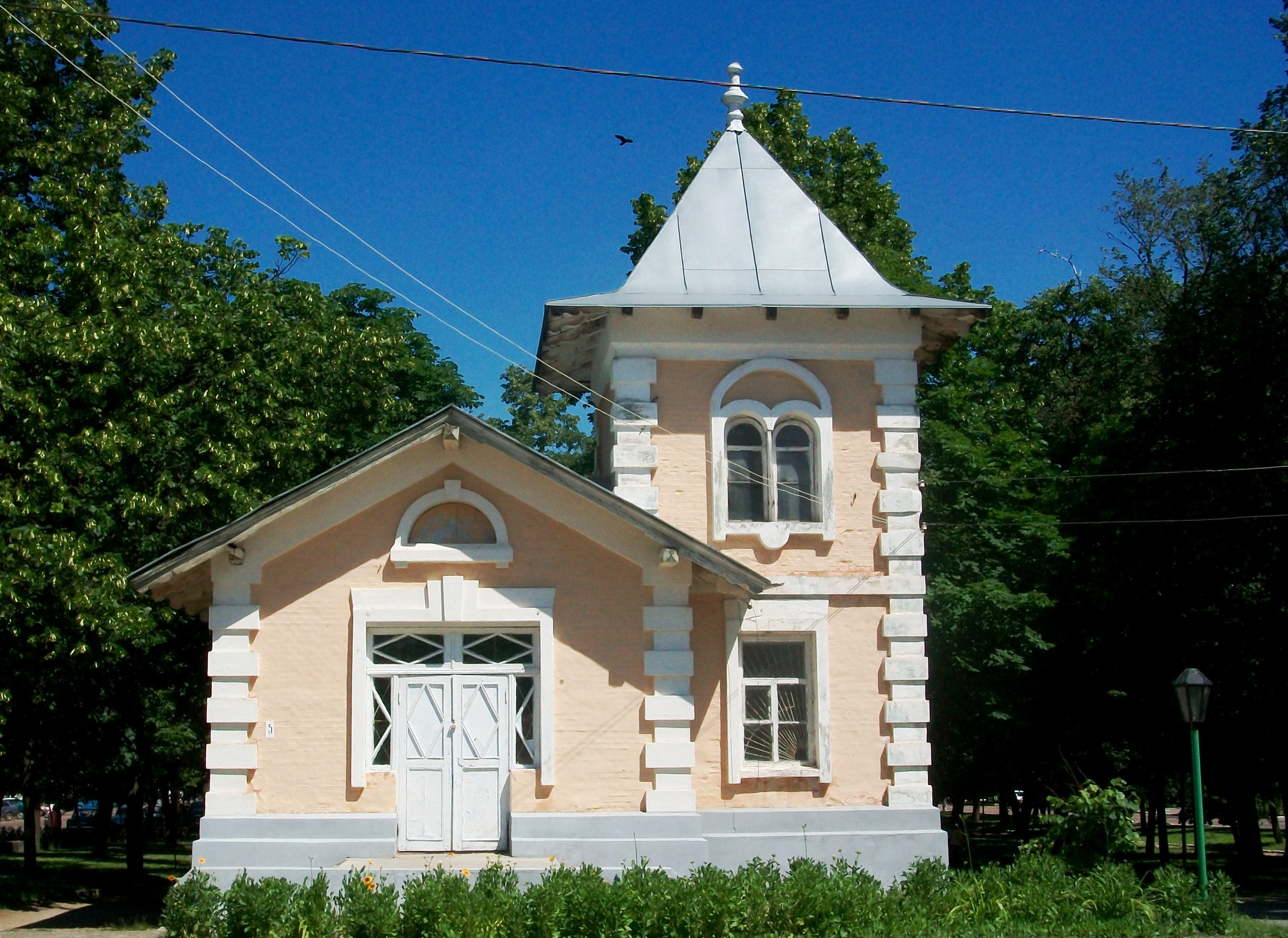
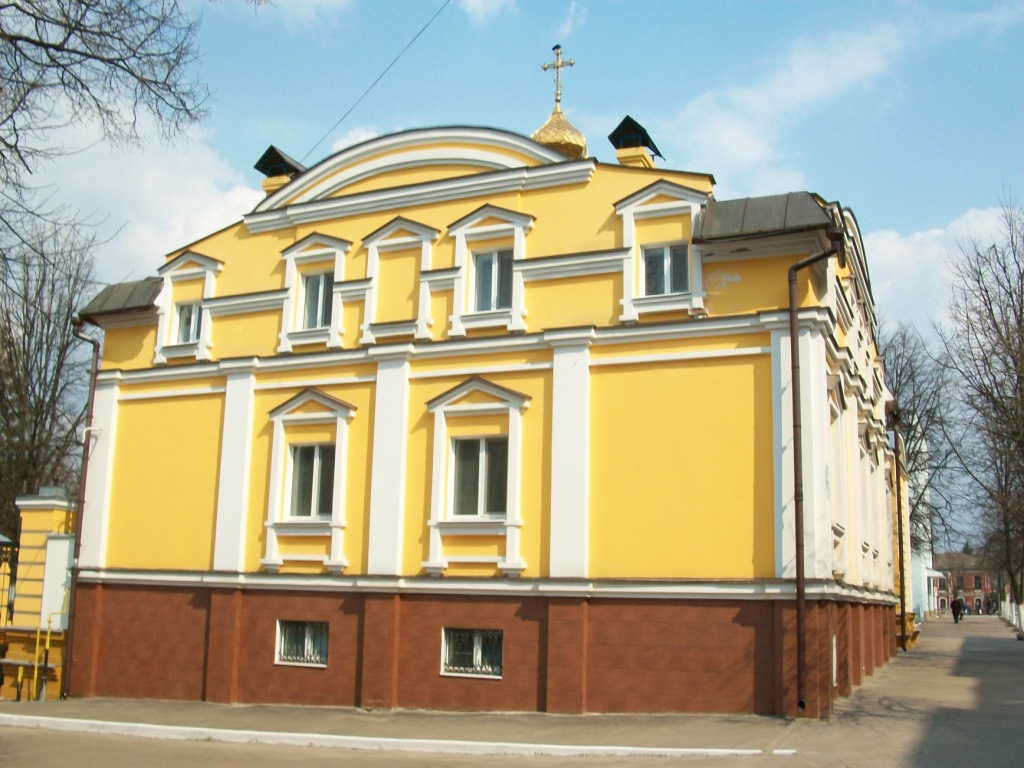
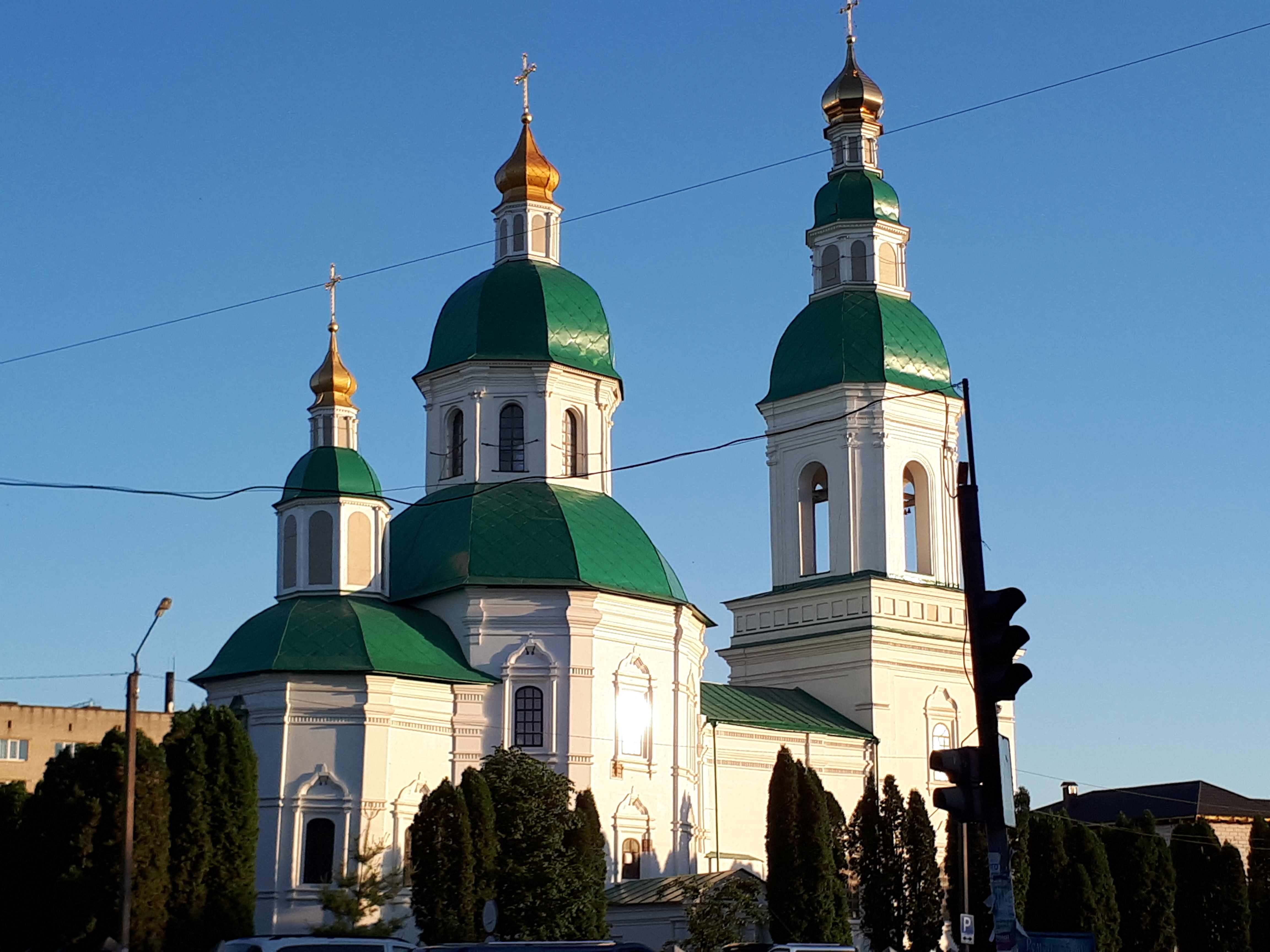
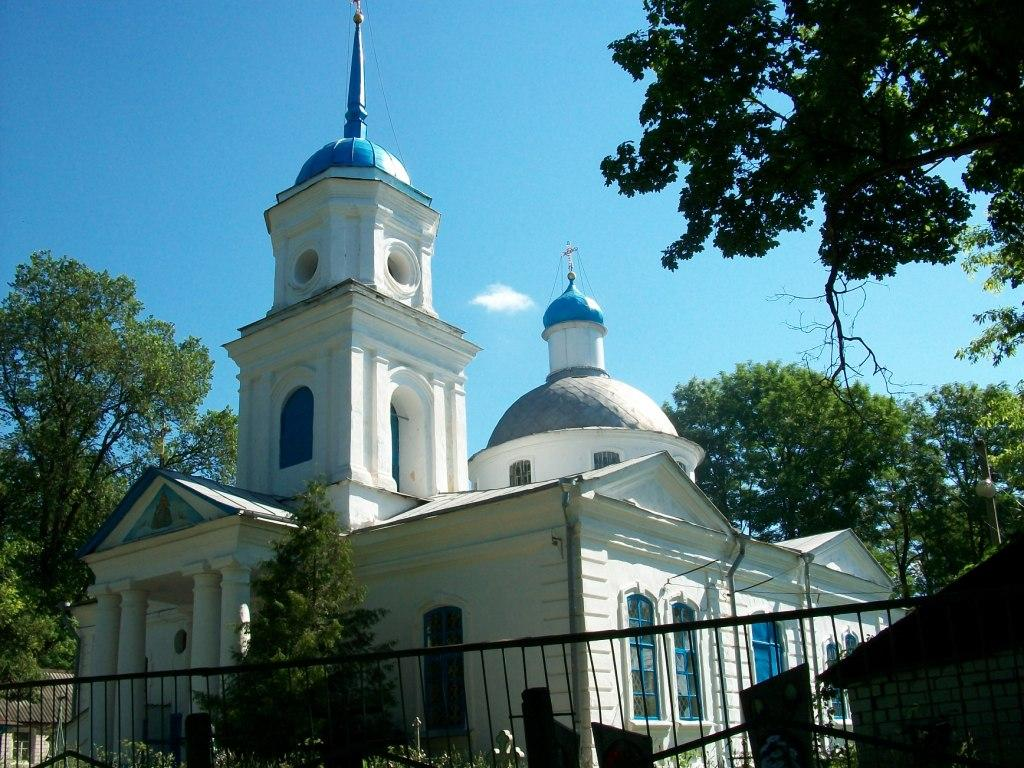
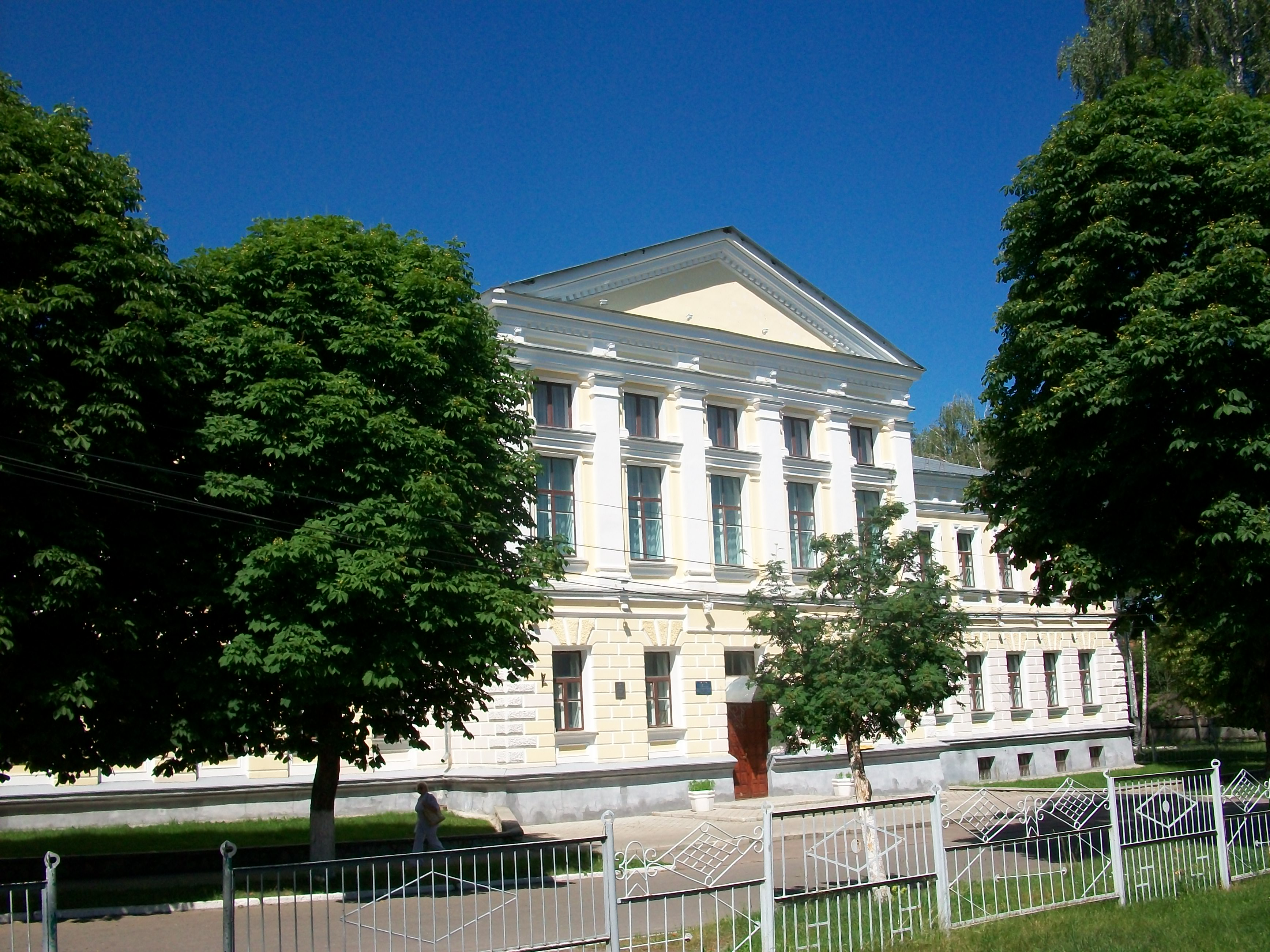
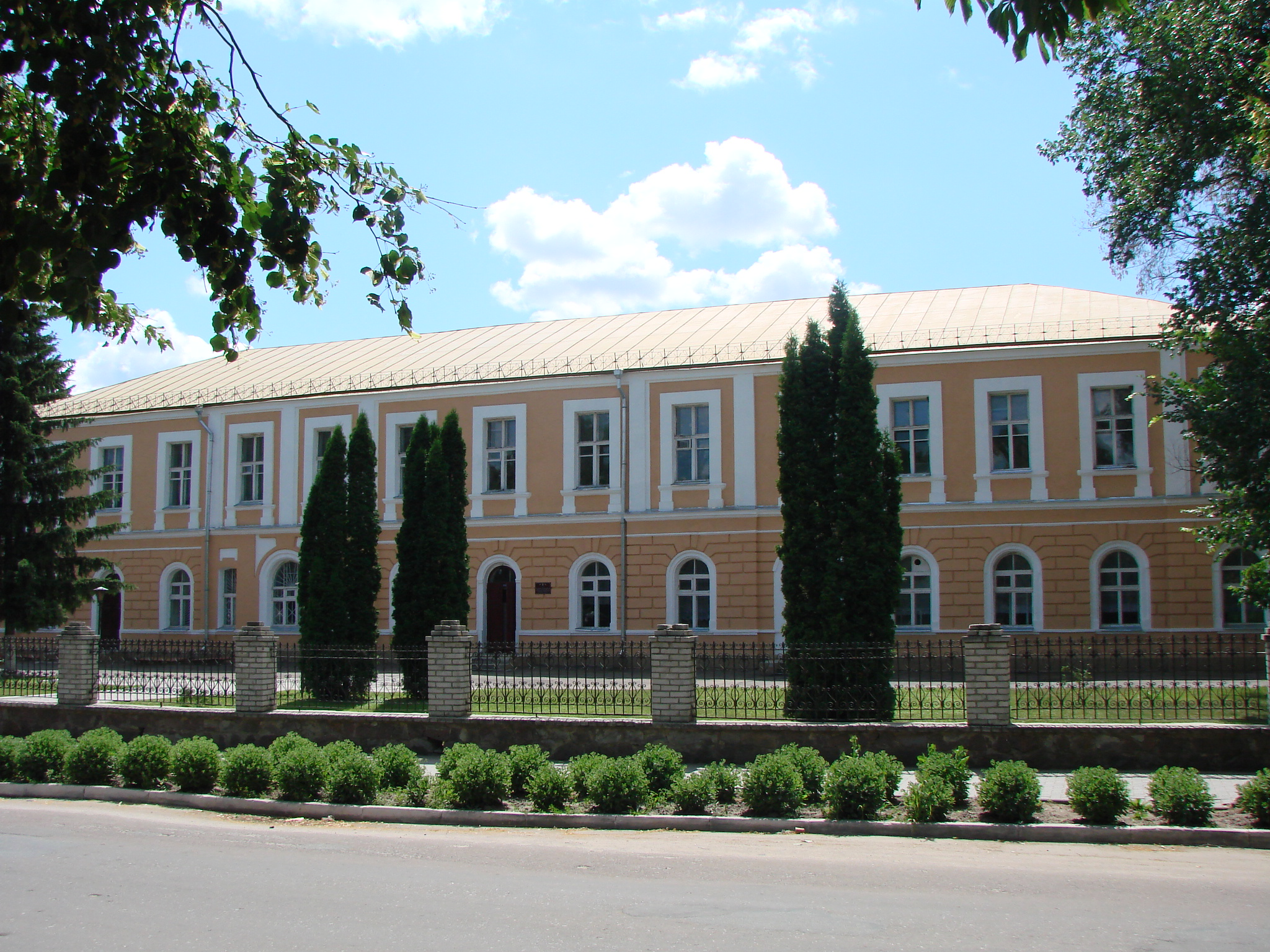
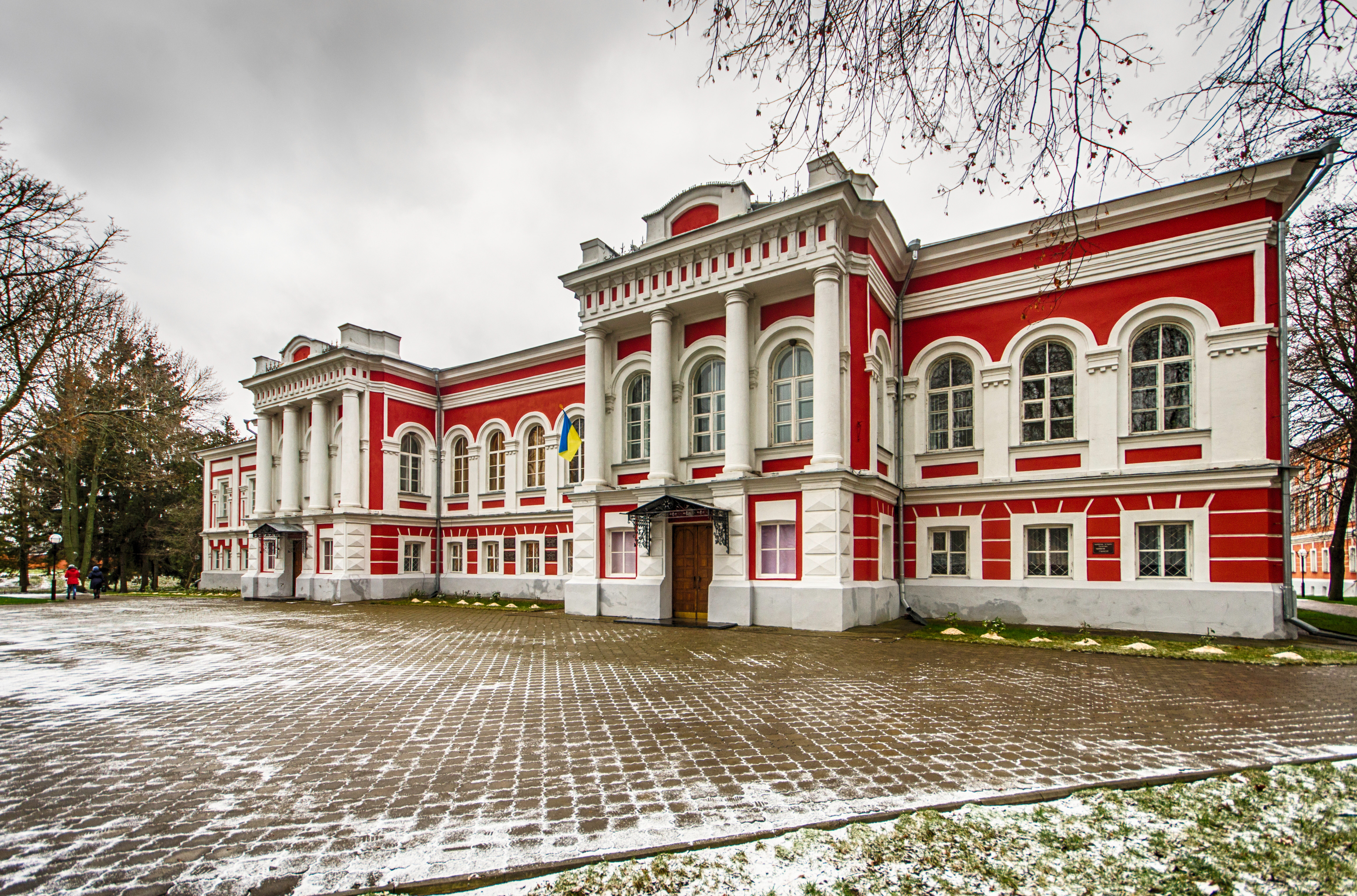
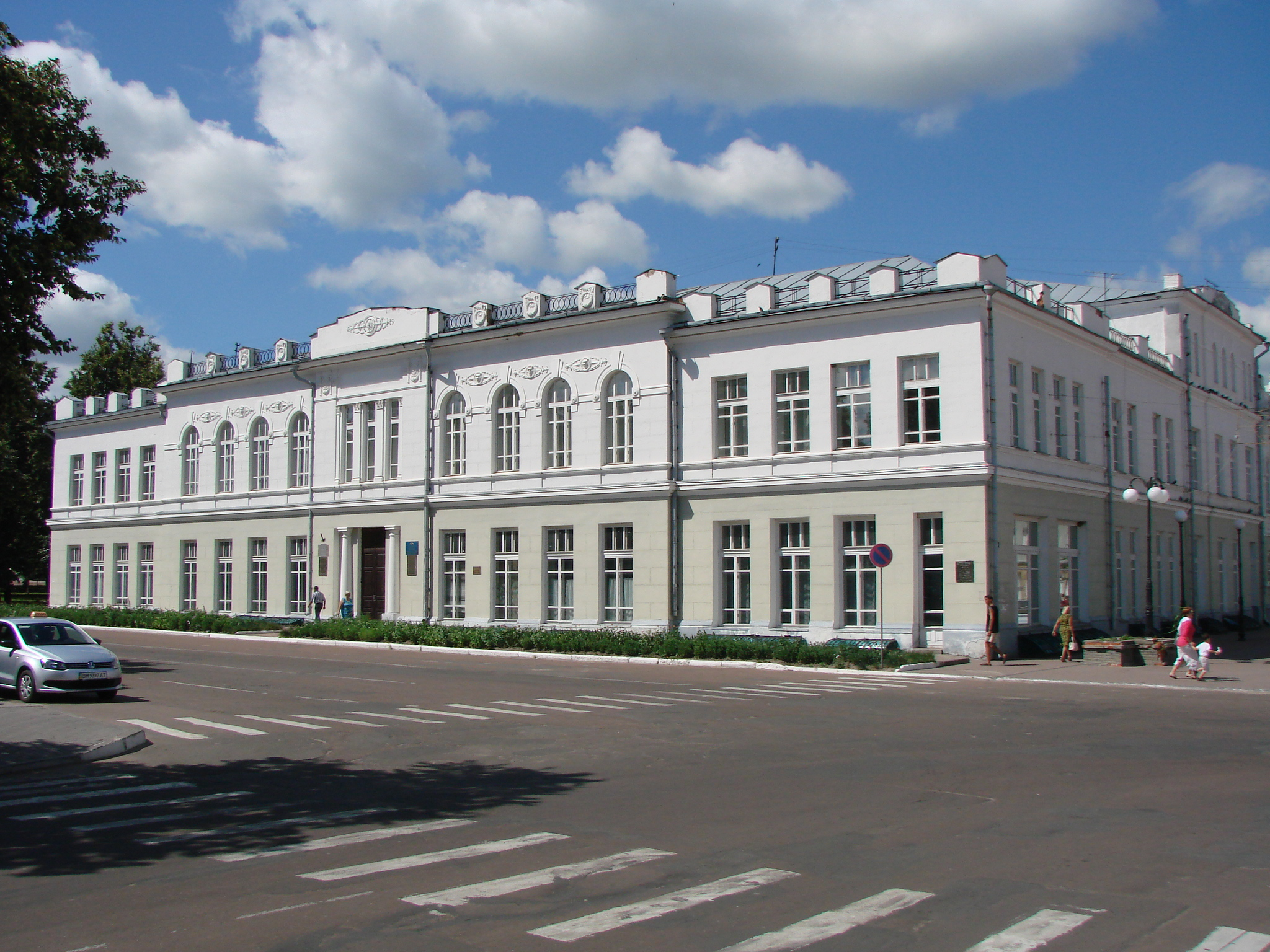
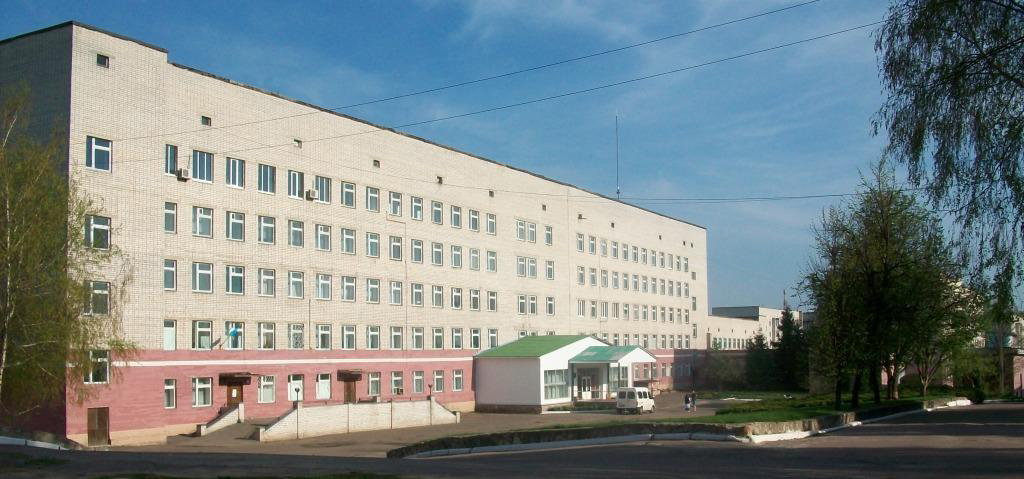
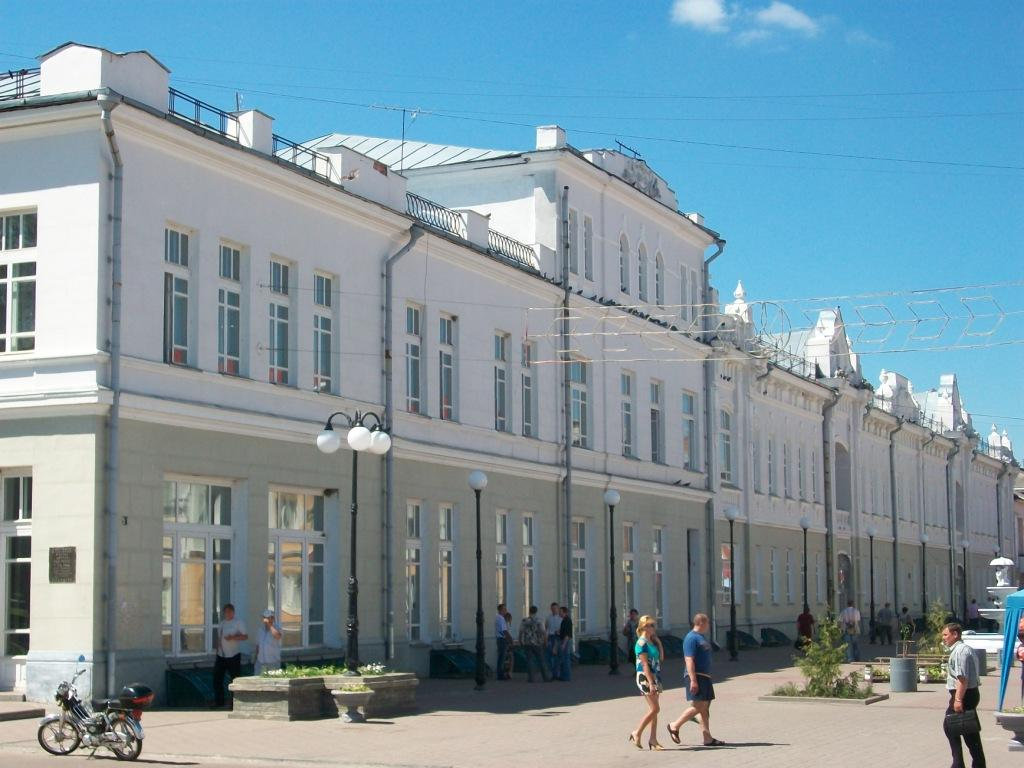
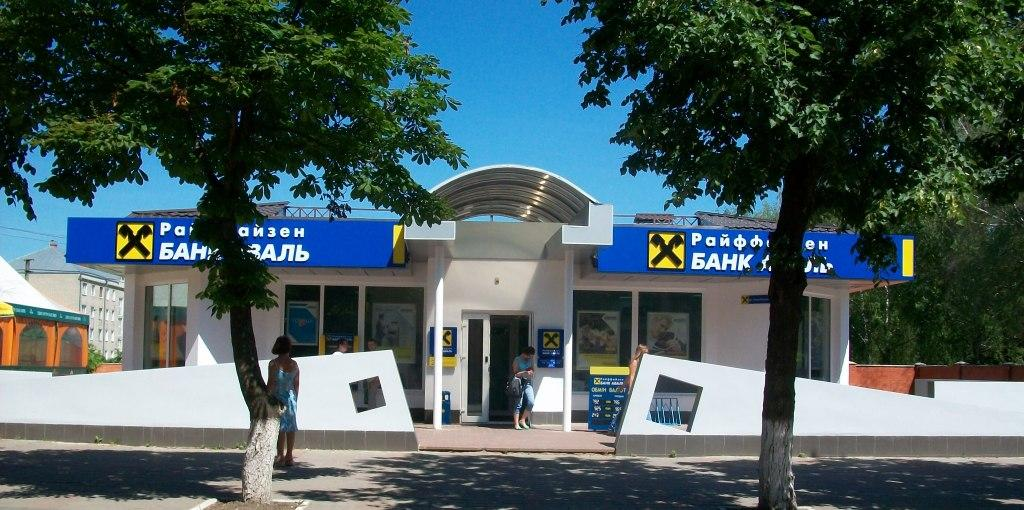
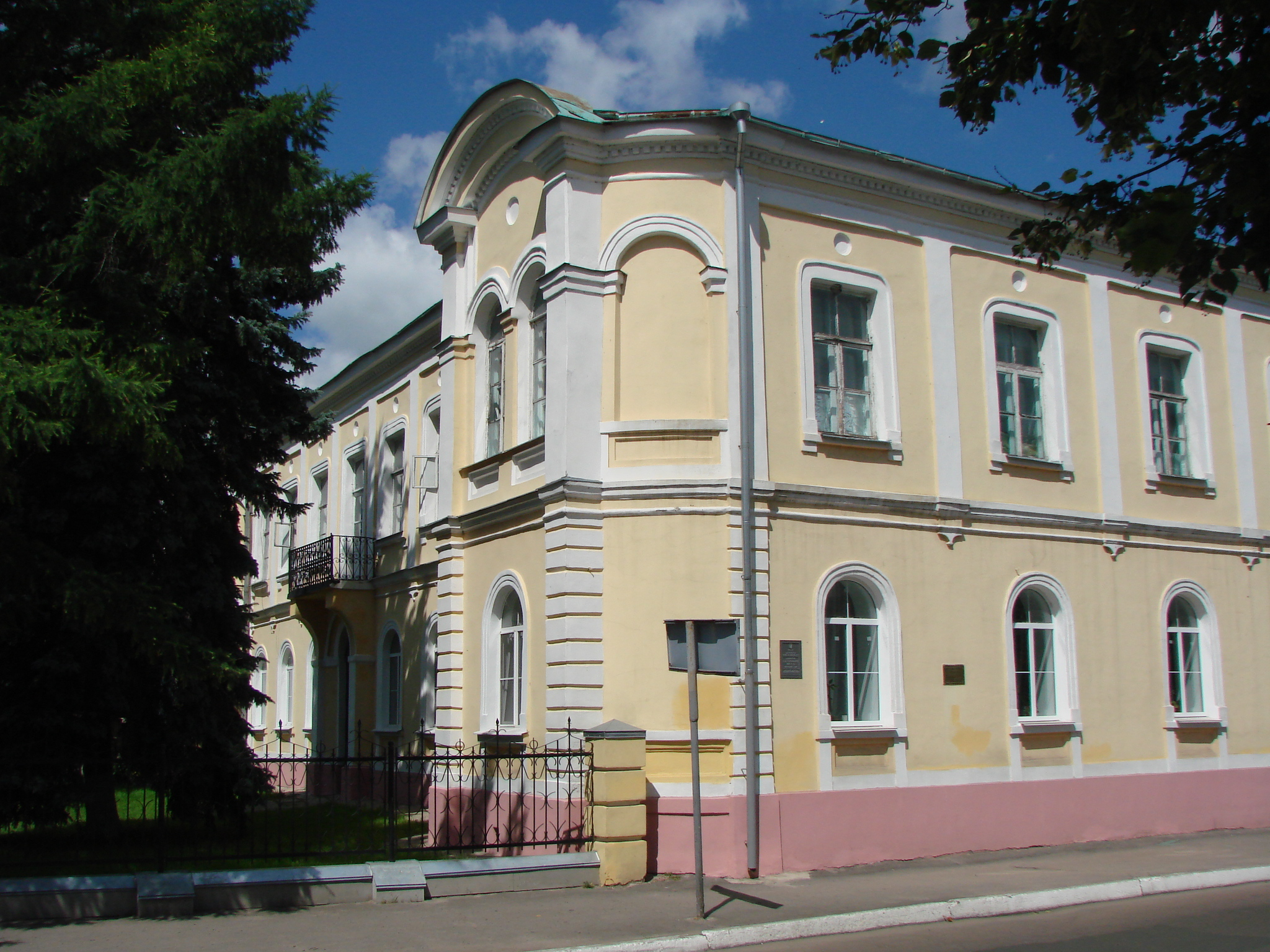
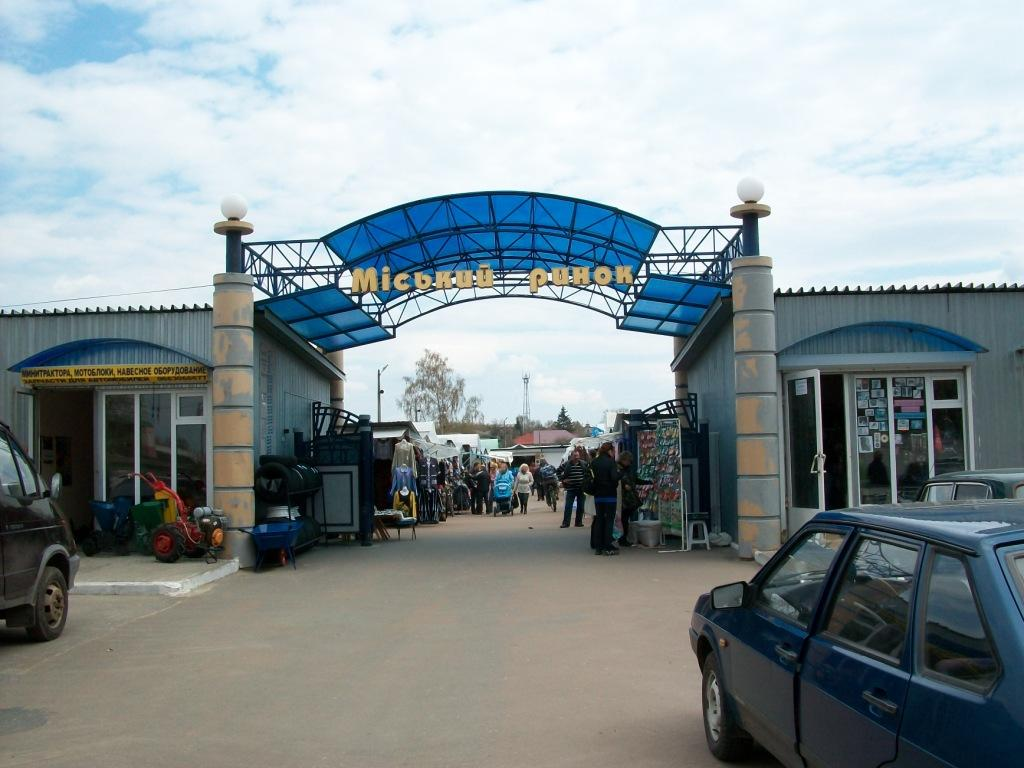
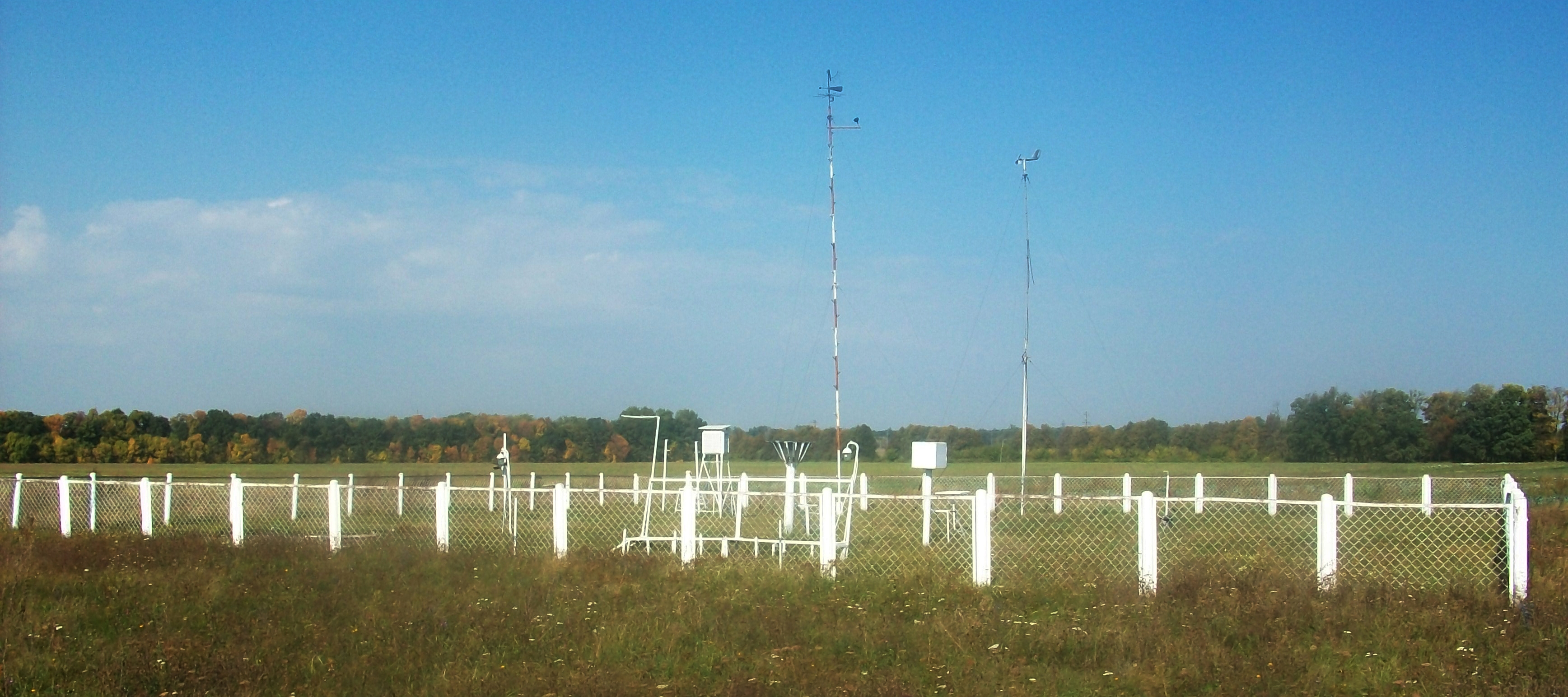
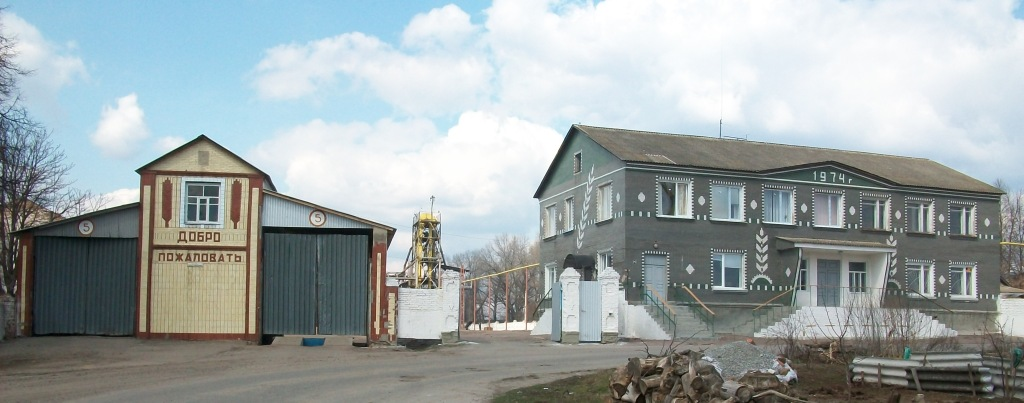
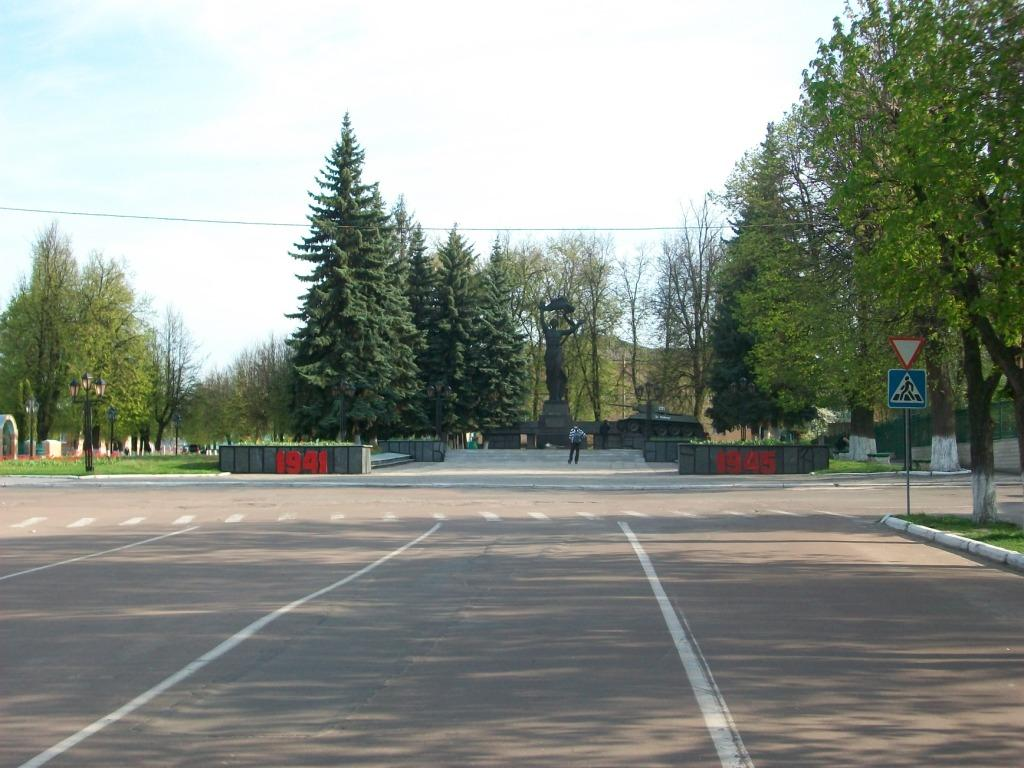
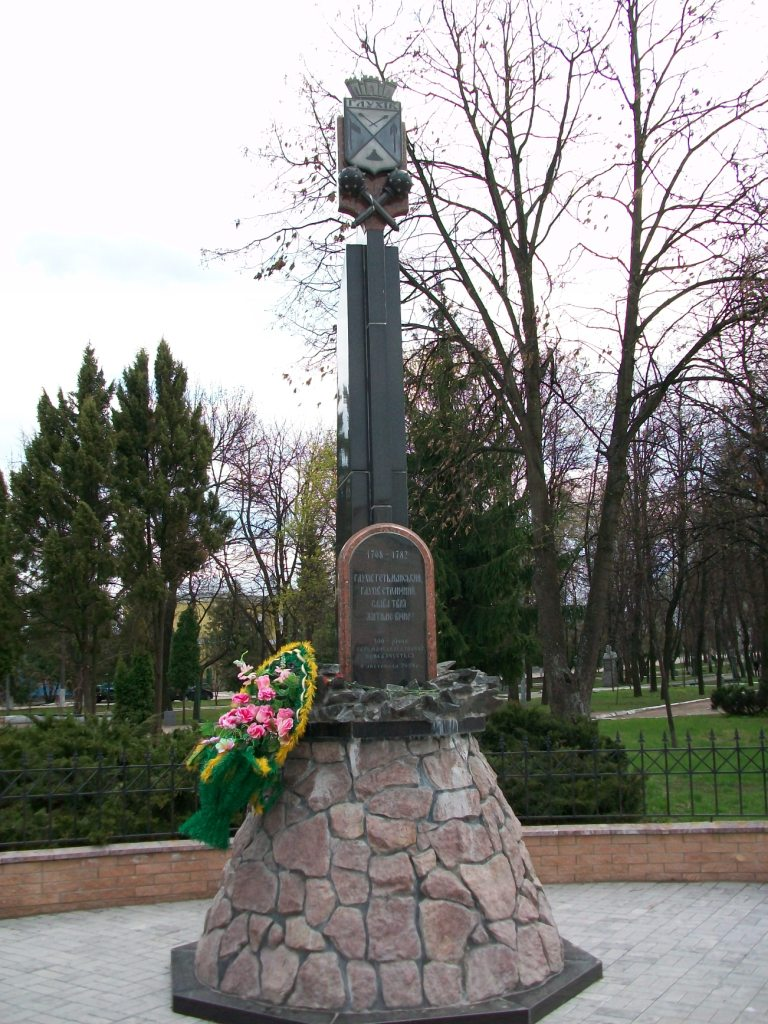
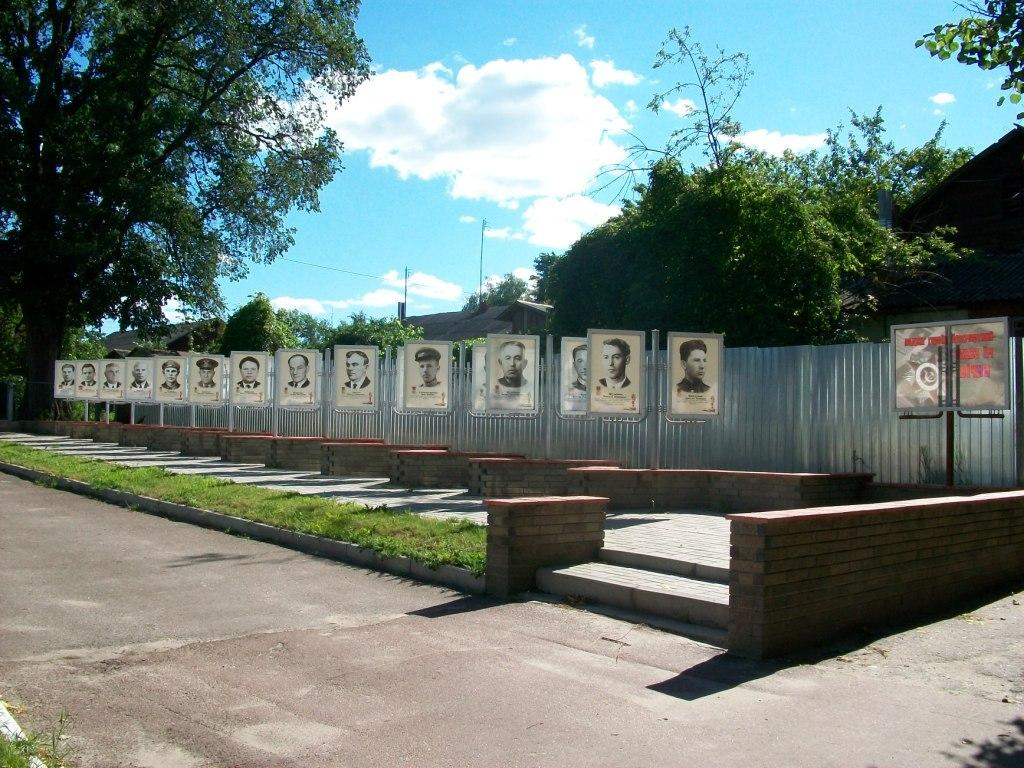
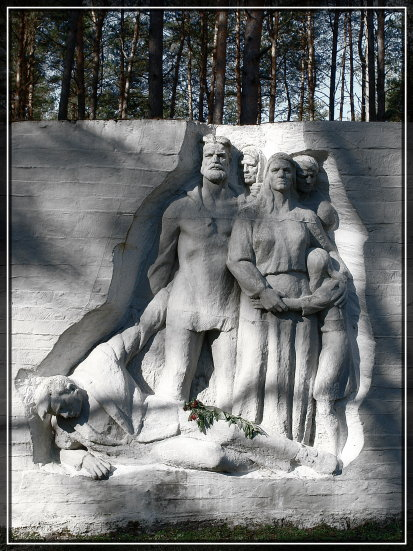
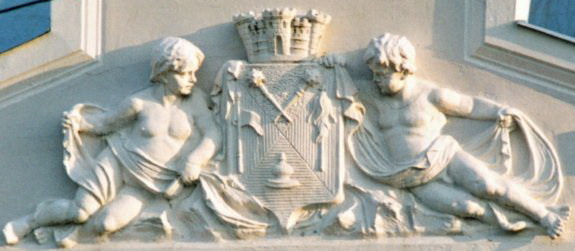

## 友好城市
- 保加利亚斯維什托夫（2010年）
- 保加利亚克里沃多爾（2010年）

## 備注
1. ↑  俄语：，羅馬化：Glukhov